# HollandExel
HollandExel (IATA: YZ , ICAO: HXL , Callsing: HollandExel) foi uma empresa aérea baseada em Amsterdam,Holanda. Ela operava para empresas de turismo. Encerrou suas atividades em 2005.

## Historia
Ela foi fundada em 2003 mas começou a operar em 2004. Foi anteriormente conhecida como ATR Leasing VI e foi criada como uma subsidiária da holding holandesa Exel Aviation Group. Desde janeiro de 2005 ela operava sobre proteção de falencia mas acabou cessando suas operações.

## Serviços
HollandExel operou em Curaçao com uma subsidiaria.
No Brasil operou em Recife.

## Frota

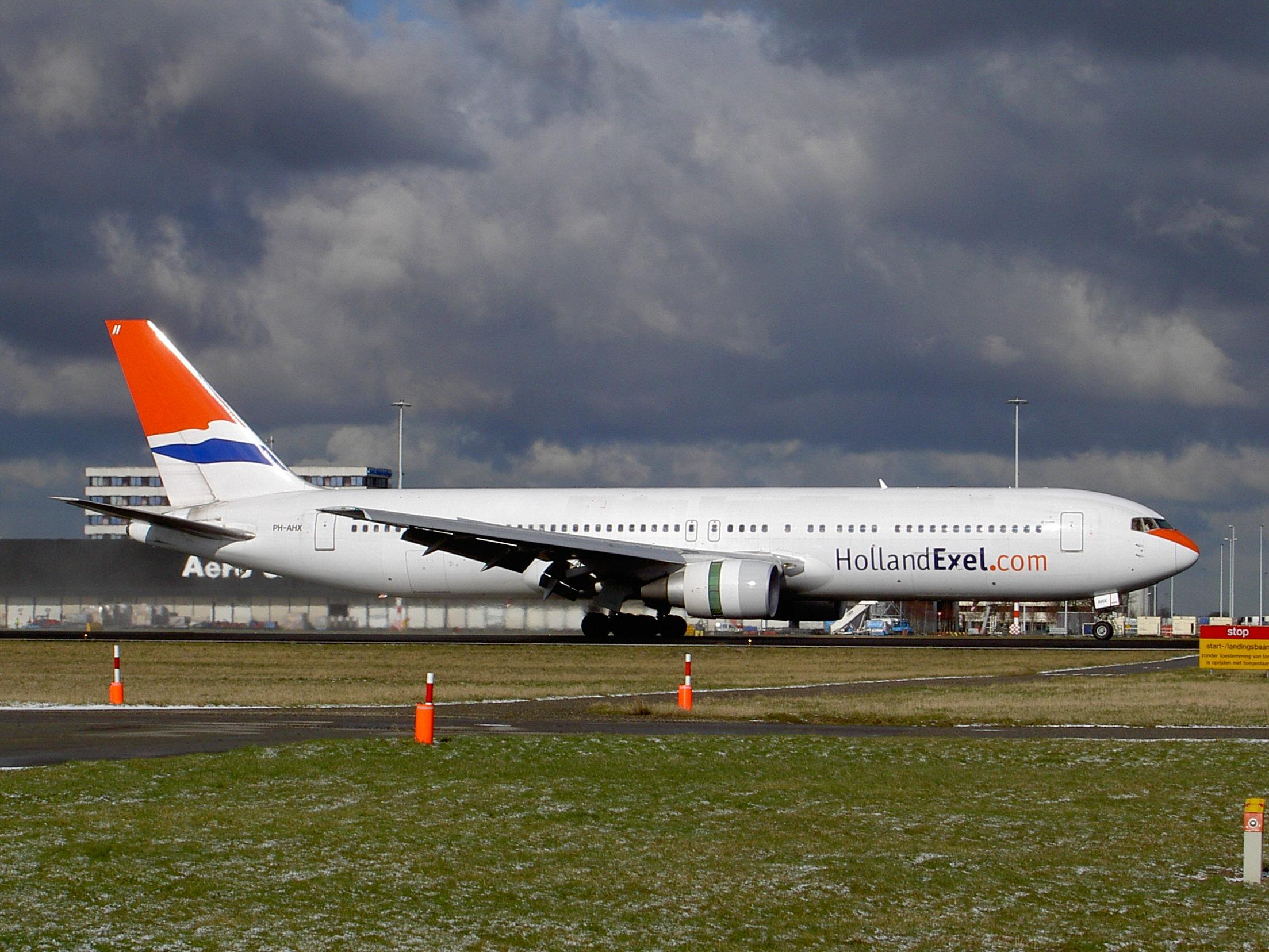
Boeing 767 da HollandExcel.

HollandExel operou os seguintes aviões:
- 1 Boeing 757-200 (PH-AHE ,retirado em 2004)
- 3 Boeing 767-300 (PH-AHX , PH-MCV e PH-AHQ ,transferidos para a Arkefly em Abril de 2005)